# مركز الإقامة العلاجية

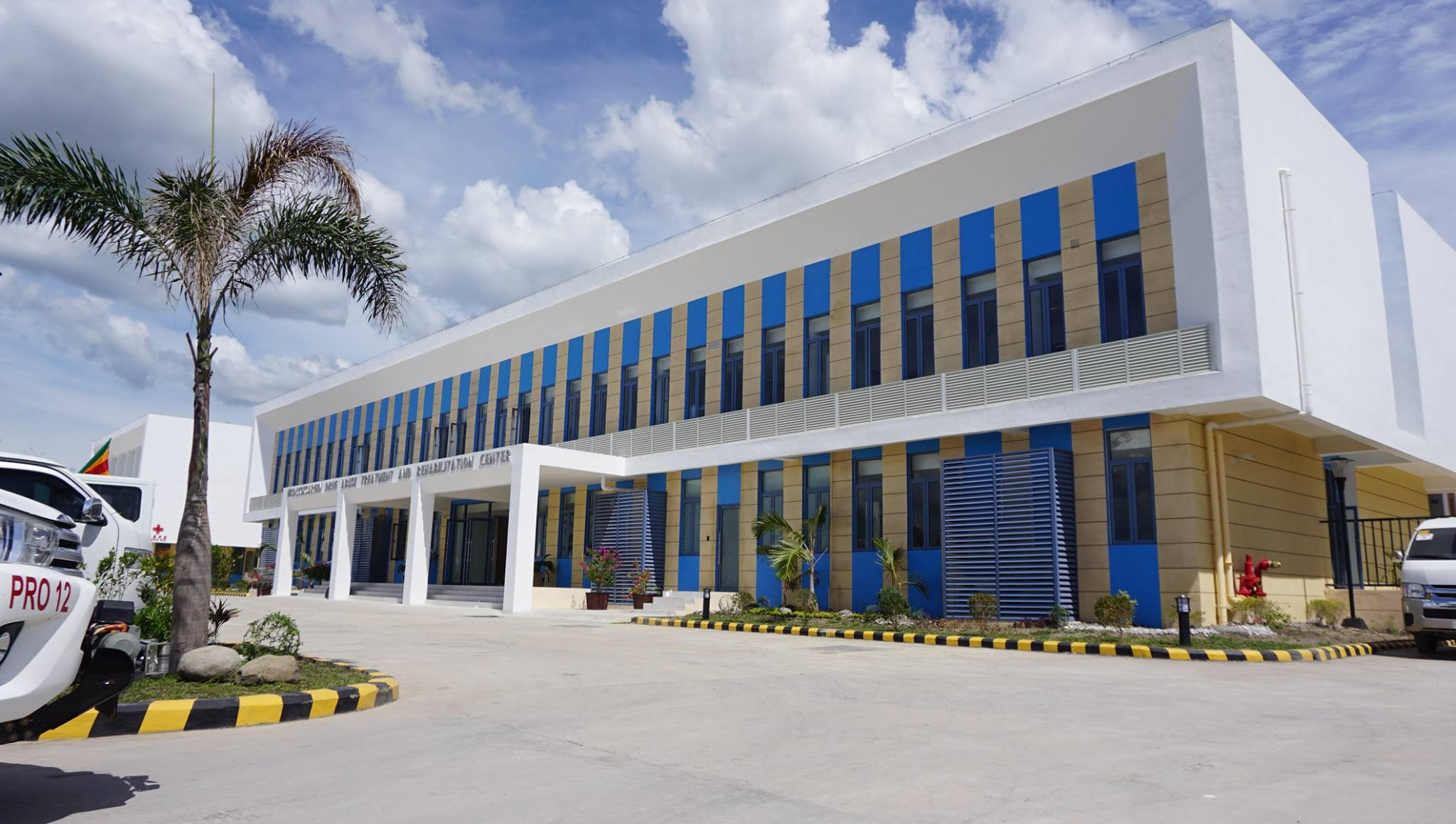

مركز الإقامة العلاجية (بالإنجليزية: Residential treatment center)‏، يُدعى أحيانًا مركز إعادة التأهيل، هي منشأة صحية للإقامة وتوفير العلاج لحالات الإدمان على المخدرات والأمراض العقلية وغيرها من المشكلات السلوكية. قد تُعتبر الإقامة العلاجية «الملجأ الأخير» لعلاج الاضطرابات النفسية والمرض النفسي.

## خلفية تاريخية في الولايات المتحدة
أسست بريطانيا العظمى في القرن السابع عشر قانون الفقراء الذي سمح لأطفال الفقراء أن يتدربوا في التمهّن بنزعهم من عائلاتهم وإجبارهم على الحياة في منازل جماعية. طبقت الولايات المتحدة في القرن التاسع عشر نفس المنظومة، ولكن حُجز الأطفال من ذوي الأمراض العقلية، إذ حجزوا الأطفال في سجون مع الراشدين لأن المجتمع لم يعرف ماذا يفعل معهم. لم تكن هناك مراكز للإقامة العلاجية لتوفر لهم الرعاية المطلوبة لمدة 24 ساعة، لذلك حُجزوا في السجن لأنهم لم يستطيعوا العيش في منازلهم. كانت آنا فرويد وأقرانها في القرن العشرين جزءًا من جمعية التحليل النفسي في فيينا وعملوا على توفير الرعاية اللازمة لهؤلاء الأطفال. عملت آنا فرويد وزملاؤها على إنشاء مراكز الإقامة العلاجية للأطفال والمراهقين ذوي الاضطرابات السلوكية والعاطفية.
مثلت سنة 1944 بداية أعمال برونو بيتيلهيم في مدرسة الاستقامة في شيكاغو، وأعمال فريتز ريدل ودافيد فينمان في مجلس الرواد في ديترويت. ساعد بيتيلهيم في رفع الوعي حول علاج الأطفال. عزز بيتيلهيم من فكرة المصحات النفسية واجتماعيتها، حيث تؤثر الهيئة الطبية والمرضى في بعضهم بعضًا، ويتأثر المرضى بغيرهم من المرضى وتتشكل سلوكياتهم تبعًا لذلك. اعتقد بيتيلهيم أن العائلات لا يجب عليها التواصل مع الأطفال كثيرًا أثناء فترة مكوثهم في مراكز الإقامة العلاجية. يختلف ذلك عن العلاج القائم على المجتمع والعلاج العائلي في السنوات الأخيرة، وفيهما يكون الهدف من العلاج الحفاظ على وجود الطفل في المنزل. يزداد التأكيد على دور العائلة في تحسين النتائج طويلة الأمد بعد العلاج في مراكز الإقامة العلاجية. أقام مجلس الرواد برنامجًا تعليميًا خاصًا للمساعدة في تحسين التحكم بالدوافع وتحسين النزعة الاجتماعية في الأطفال. كانت جهود بيتيلهيم بعد الحرب العالمية الثانية، بالتعاون مع ريدل وفينمان، محورية في تأسيس منشآت الإقامة بصفتها بديلًا علاجيًا للأطفال والمراهقين غير القادرين على المكوث في المنزل.
أقيم الجيل الثاني من مراكز الإقامة العلاجية بالتحليل النفسي في ستينيات القرن العشرين. استمرت تلك البرامج على نهج جمعية التحليل النفسي في فيينا من أجل دمج العائلات والمجتمع في علاج الأطفال. يُعتبر منزل واكر ومدرسته، الذي أسسه د. ألبرت تريشمان في عام 1961 للأولاد المراهقين ذوي الاضطرابات السلوكية والعاطفية الشديدة من الأمثلة على ذلك. ضم تريشمان العائلات من أجل المساعدة في تطوير العلاقات بينهم وبين الأطفال في المنازل والمجتمعات والمدارس العامة. كان انضمام العائلات والمجتمع في هذا البرنامج اختلافًا عن غيره. 
استُخدم العلاج المعرفي السلوكي في مصحات الأطفال النفسية في بداية ثمانينيات القرن العشرين، ليكون مصدرًا للتدخل الطبي للشباب المضطرب، وطُبق في مراكز الإقامة العلاجية لتقديم نتائج جيدة على الأمد الطويل. طورت نظرية التعلق استجابةً لنشأة الأطفال المحجوزين في مراكز الإقامة العلاجية، الذين تعرضوا للإيذاء أو الإهمال. احتاج هؤلاء الأطفال لرعاية خاصة من أفراد لديهم معرفة كافية بطبيعة الصدمة النفسية التي تعرَّض لها الطفل. 
ازداد عدد الأطفال المحجوزين في مراكز الأقامة العلاجية بصورة ملحوظة في تسعينيات القرن العشرين، ما أدى إلى التحول من سياسة الخدمة القائمة على المؤسسات إلى نظام الرعاية العائلية. كان ذلك انعكاسًا لنقص موارد العلاج الملائم. استمرت مراكز الأقامة العلاجية في النمو رغمًا عن ذلك، وتأوي اليوم ما يزيد عن 50 ألف طفل. يُقدر عدد مراكز الإقامة العلاجية في الولايات المتحدة اليوم بنحو 1591 منشأة.

## الأطفال والمراهقون
يُشار لمراكز الإقامة العلاجية الخاصة بالمراهقين بمراكز إعادة تأهيل المراهقين أحيانًا، لتوفير العلاج لبعض الاضطرابات والمشاكل، مثل اضطراب المعارض المتحدي واضطراب المسلك والاكتئاب واضطراب ثنائي القطب واضطراب نقص الانتباه مع فرط النشاط، والمشاكل التعليمية، وبعض اضطرابات الشخصية، ومشاكل فترات الحياة، ومشاكل تعاطي المخدرات والكحول. يستخدم أغلب المعالجين نموذج تعديل السلوك. يستخدم آخرون إستراتيجية بناء العلاقات. يستخدم البعض نموذجًا قائمًا على ثقافة الأقران الإيجابية أو ثقافة المجتمع. البرامج العمومية كبيرة الحجم (ما يفوق 80 مريضًا وما يصل إلى 250 مريضًا في بعض الحالات) ومقاربتهم العلاجية تركز على المستوى. أي أنها تقيم أنظمة للثواب والعقاب للتحكم في سلوكيات العملاء. بينما تكون البرامج المتخصصة أقل عددًا (أقل من 100 وفي أقل الحالات يصل العدد إلى 10 أو 12 مريضًا). لا تهتم البرامج المتخصصة بتعديل السلوك مثل اهتمام البرامج العمومية.
تعمل مراكز الإقامة العلاجية المختلفة مع مشاكل مختلفة، وتختلف بنيتها ووسائلها. تتمتع بعض مراكز الإقامة العلاجية بمنشآت مغلقة، أي أن المقيمين يظلون داخل بنايتهم. تكون حركة النزلاء محدودة في منشآت الإقامة العلاجية المغلقة. وعند مقارنتها بالمنشآت المفتوحة، تسمح الأخيرة للنزلاء بالحركة في المنشأة بحرية نسبية، ولكنها لا تسمح لهم بالمغادرة إلا في ظروف محددة. لا يجب الخلط بين مراكز الإقامة العلاجية وبين برامج الإقامة التعليمية، التي توفر بيئة بديلة للأطفال الذين يمثل لهم التعليم خارج المنزل خطرًا.
تعالج مراكز الإقامة العلاجية للأطفال والمراهقين حالات متعددة بداية من إدمان المخدرات وإدمان الكحول حتى الاضطرابات العاطفية والجسدية، بالإضافة إلى الأمراض العقلية. وجدت دراسات عديدة على مراكز الإقامة العلاجية أن العديد من الأطفال لديهم مشاكل عائلية، غالبًا ما تكون تلك المشاكل تعديًا جسديًا أو جنسيًا. تتعامل بعض المنشآت مع اضطرابات متخصصة مثل اضطراب التعلق التفاعلي.
تركز مراكز الإقامة العلاجية على العلاج السريري وتهتم بإمكانية التحكم بالسلوك وعلاج المراهقين ذوي المشاكل الخطيرة. بينما توفر مدارس الإيواء العلاجي -على النقيض- علاجًا وأغراضًا أكاديمية في معدات المدارس الداخلية، موظفة طاقمًا من العمال الاجتماعيين وأخصائيي علم النفس والأطباء النفسيين للعمل مع التلاميذ بصفة يومية. يهدف هذا الشكل من العلاج للإنجازات الأكاديمية بالإضافة للاستقرار الجسدي والعقلي للأطفال والمراهقين والراشدين الصغار. يُعتقد حديثًا أن منشآت الإقامة العلاجية تمد أخصائيي علم النفس السلوكي بمعلومات حول تحسين النتائج وتقليل الممارسات غير الأخلاقية. 

## التدخل السلوكي
كانت التدخلات السلوكية مفيدة في تقليل مشاكل السلوك في مراكز الإقامة العلاجية. يُعد نوع العملاء المتلقين للخدمة (أطفال يعانون من الاضطرابات العاطفية والسلوكية بالمقارنة مع التخلف العقلي بالمقارنة مع الاضطرابات النفسية) عاملًا في فعالية التعديل السلوكي. أتى التدخل السلوكي بثماره حتى في الحالات التي فشلت فيها تدخلات تعديل السلوك. تشير بعض الأدلة أن هناك مجموعات من المرضى يستفيدون بتدخلات تخرج عن إطار نموذج تعديل السلوك. فمثلًا، أثمرت التدخلات العصبية الهادفة للتعامل مع مشاكل صدمة الطفولة المبكرة والتعلق. (بيري، 2006). قد تكون أساليب تعديل السلوك فعالة في تقليل السلوكيات مضطربة التكيُّف، بالرغم من معاناة أغلب الأطفال في مراكز الإقامة العلاجية من الاضطرابات العاطفية والسلوكية، مثل اضطراب نقص الانتباه مع فرط النشاط واضطراب المعارض المتحدي واضطراب المسلك. يمكن استخدام تدخلات مثل تكلفة الاستجابة واقتصاديات الرمز، والمهارات الاجتماعية، ومجموعات التدريب، واستخدام التعزيز الاجتماعي الإيجابي لزيادة السلوك الاجتماعي في الأطفال (أورمرود، 2009).
تنجح التدخلات السلوكية في علاج الأطفال المصابين باضطرابات سلوكية لأنها تدمج بين مبدأين يكوِّنان جوهر كيفية تعلُّم الأطفال: الإحاطة المفاهيمية والبناء على المعرفة الموجودة سابقًا. يُظهر البحث العلمي الذي أجراه ريسنيك (1989) أن الأطفال قادرون على تطوير الأطر الكمية البسيطة. تُدمج المعلومات الجديدة في الإطار وتشكل قاعدة لمهارات حل المشكلات عندما يتعرض الطفل للأنواع المختلفة من المنبهات (مواقف جديدة أو أشخاص أو بيئات). قد تؤدي تلك التجارب والبيئات التي يتعرض لها الطفل إلى نتائج إيجابية أو سلبية، مؤثرة على كيفية تذكُّر الطفل، وقدرته على التعقُّل، والتكيُّف عندما يتعرض لمنبهات متنوعة. يؤثر اكتساب الطفل لكمية هائلة من المعلومات على ما يلاحظه وكيفية تنظيمه وتصوره وتفسيره للمعلومات في البيئة الموجود بها (برانسفورد، براون وكوكنغ 2000). تعرض عدد كبير من الأطفال المحجوزين في مراكز الإقامة العلاجية لعوامل بيئية سلبية ساهمت في مشاكل سلوكية ظهرت أثناء الإقامة.